# Illice bisigna
Illice bisigna là một loài bướm đêm thuộc phân họ Arctiinae, họ Erebidae.